# Synagoge (Dahn)
Die Synagoge in Dahn ist ein Bauwerk, das unter Denkmalschutz steht.

## Lage
Das Gebäudeensemble befindet sich innerhalb der Stadtmitte von Dahn in der Schäfergasse und trägt die Hausnummer 8 beziehungsweise 10.

## Geschichte
Innerhalb des Kanton Dahn existierten Anfang des 19. Jahrhunderts bereits Synagogen in Busenberg sowie in Erlenbach, während in Dahn selbst jüdische Gottesdienste in Privathäusern abgehalten werden mussten. Deshalb wurde 1820 in der Schäfergasse, die daraufhin volkstümlich „Judengasse“ genannt wurde, eine Synagoge errichtet. Bereits fünf Jahrzehnte später wurde sie aufgrund von Baufälligkeit abgerissen.
Das gegenwärtige Bauwerk wurde an gleicher Stelle in den Jahren 1872 und 1873 errichtet. 1937 und 1938 erfolgte nach der Profanierung, die eine Folge der Machtergreifung der Nationalsozialisten war, ein Umbau. 
Mittlerweile dient das Gebäude einem örtlichen Unternehmen. An ihm wurde außerdem eine Gedenktafel angebracht, die an seine ursprüngliche Funktion erinnert.

## Architektur
Es handelt sich um einen Putzbau im Rundbogenstil. Denkmalgeschützt sind ebenso die Emporenanlage und Ausstattung. Hinzu kommt zu der baulichen Gesamtanlage ein jüdisches Schulhaus von 1843, das einen Krüppelwalmdachbau darstellt.